# 2プレイヤー
2プレイヤー（two player）とは、コンピュータゲーム用語の1つ。1つのゲームにおいて2人のプレイヤーが同時にゲームを始められる方式のこと。「2人用」「2人プレイ」の呼称も使われる。
また、2人目のプレイヤー（プレイヤーキャラクター）そのものを指す言葉であり、「2P」「プレイヤー2」「2up」などと略される。
対義語は「1プレイヤー」もしくは「1P」。

## 概要
コンピュータゲームの元祖といえる『オデッセイ』や『ポン』から、2人対戦は実装されていた。このため1人プレイと2人プレイ、そして2人プレイにおける各プレイヤーを分ける必要性もコンピュータゲームの登場と同時に存在していた。
ファミリーコンピュータやアーケードゲームなど、ゲーム機においてはどちらか片方のコントローラでしかゲームを始めることが出来ないものが多い。つまりコントローラが二組用意されていても、1プレイヤーでのプレイの場合は決まった側のコントローラしか使われず、2プレイヤー用のコントローラは空きとなる。この2プレイヤー用のコントローラを「2P側」、または「IIコン」（II+コントローラ。ファミリーコンピュータのコントローラの表記に由来する）などと呼ぶ。

### マルチプレイヤー
洋ゲーやオンラインゲームでは、2人以上のプレイヤーでゲームをするモードを「マルチプレイヤー（multi player）」または単に「マルチ」と呼ぶ。対義語は「シングルプレイヤー」。

## 2プレイヤーの主な方式
交互プレイ
『グラディウス』、『スーパーマリオブラザーズ』など。ゲーム内容は一人プレイと同じで、1プレイヤーが最初にゲームを始める。ミスをすると2プレイヤー側のゲームが始まり、2プレイヤーがミスをするとまた1プレイヤーのゲームが、ミスをした後の状態で再開される。どちらかのプレイヤーがゲームオーバーになった場合は、残った側のプレイヤーが一人プレイと同様の形式でゲームを続ける。スコア（得点）などのカウントは各プレイヤーでそれぞれ別々に扱われる。
同時プレイ
『コラムス』『クォース』など。1つの画面が左右などで分かれており、2人が同時にゲームを行うことができる。しかしゲーム内容自体は1人プレイと同様であり、スコアなどのカウントも別々である。
対戦プレイ
2人が同時にゲームを始め、何らかの方法で勝ち負けを競う形式になっている物。『ポン』（卓球）や『ストリートファイター』（格闘技）など実在のスポーツを題材としているもののほか、『ぷよぷよ』など相手のプレイを妨害し合い、ミスをした側が負けとなるゲーム、『ビートマニア』など、「同時プレイ」と同じ形式でプレイして終了時にスコアを競うものなどがある。
2人が同時にゲームを始めて、1つの対戦が終了した時にゲームが終わる方式のほか、1人プレイに途中から2プレイヤーが参戦して対戦をスタートできるものもある。（これを「乱入対戦」または単に「乱入」という）
協力プレイ
『マリオブラザーズ』『ツインビー』など。2人のプレイヤーは同一のフィールド上においてそれぞれの自機を操作して遊ぶ。ゲーム内容が1人プレイ用から変更されて、フィールドが広くなったり難易度が上がっていることもある。スコアなどは共通となっているものと各プレイヤーで分けられているものとがある。
協力プレイの場合はプレイの仕方によって、相手のプレイを妨害したり相手のミスを誘発してしまうことがある。そのため対戦プレイのような遊び方も可能な場合があり、『マリオブラザーズ』では既にそのような遊び方がインストラクションカードによって明示されていた。

## 2Pキャラ
1プレイヤーと2プレイヤーを分けるために、画面上でのキャラクターの表示（主に色）が変えられていることがある。この、2プレイヤー用に用意されたキャラクターを「2Pキャラクター（2Pキャラ）」「2Pカラー」などと呼ぶ（以下、本項では「2Pキャラ」と記載）。
このようなキャラクターは本来2プレイヤーでのスタート時にしか登場しないものであったが、しだいに、決定時のボタンを変えることにより1プレイヤーでも2プレイヤー用の色やキャラクターを選べるゲームが多く登場するようになった。
基本的に同じゲームの同じキャラクターであるにもかかわらず、2Pキャラに別の名前やキャラクター設定が与えられているゲームも多い。また、仕様もしくはバグにより1P側とは性能の異なる2Pキャラも存在する。

### 同キャラ対戦
対戦型格闘ゲームなど複数のキャラクターが存在するゲームにおいて、1プレイヤーと2プレイヤーが共に同じキャラクターを用いて対戦することを「同キャラ対戦」という。同キャラ対戦時にのみ2Pカラーが登場するゲームもある。
また、このような同キャラ対戦が標準仕様になるにつれ、キャラクターに3種類以上の配色パターンや衣装違いが用意されている作品も多く登場した。選択できるカラーパターンが多い作品の場合、3種類目以降をそのまま連番で「3Pカラー」「4Pカラー」などと呼んだり、あるいはカラー選択時のボタン名を付けて「弱Kカラー」「Bボタンカラー」や、そのカラーの特徴的な色の名前（「紫○○」「茶色○○」など、○○はキャラクター名）のような名称で呼ばれることがある。

### 主な2Pキャラ
各キャラクターの詳細は当該項目内を参照のこと。
- ルイージ - 『マリオブラザーズ』で1P「マリオ」に対する2P側として初出。マリオの双子の弟という設定。『スーパーマリオブラザーズ2』では性能の差別化が行われた。
- ケン・マスターズ - 『ストリートファイター』で「リュウ」に対するキャラクターとして初出。『ストリートファイターII』までは同キャラ対戦が出来なかったためにリュウとほぼ同じ性能を持っていたが、同キャラ対戦が可能となった『IIダッシュ』以降は様々な差別化が施され、完全な別キャラクターとなった。
- ロードブリティッシュ - 『沙羅曼蛇』で1P「ビックバイパー」に対する2P側として初出。単なるビックバイパーの色替えではなく、グラフィック自体が異なる。また、登場作品によってはビックバイパーと装備できる武器が異なるなど、性能に差別化が図られているものもある。
- レラ - 『サムライスピリッツ』シリーズの「ナコルル」の2Pキャラは、色だけでなく目つきが悪くなっているなどの差別化が施されていたが、『ナコルル 〜あのひとからのおくりもの〜』においてこの名前を与えられ、ナコルルとは独立したキャラクターとなった。
- クラーク・スティル - 『怒』で1P「ラルフ・ジョーンズ」に対する2P側として初出。怒シリーズでは色替えだったが、『ザ・キング・オブ・ファイターズ』（以下、KOF）シリーズではグラフィックの書き替えと性能の差別化がなされ、完全な別キャラクターとなった。
- 椎拳崇 - 『サイコソルジャー』で1P「麻宮アテナ」に対する2P側として初出。サイコソルジャーではグラフィックが異なるだけで性能は同じだったが、前述のクラーク同様、KOFシリーズで性能の差別化がなされた。